# Джа (буква старомонгольского алфавита)

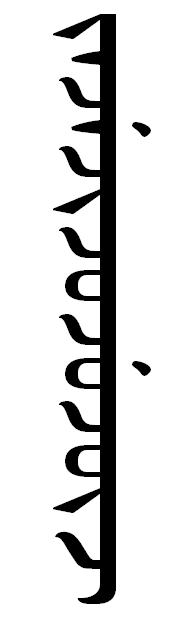
Чжачжэцзичжочжучжуучж

Хэргэни чжа — буква маньчжурской письменности, звонкая постальвеолярная аффриката [ʤ]. При сложении с гласной «И» и дифтонгами «Я», «Е», «Ю» читается как «Цзь», поэтому может использоваться для транскрипции двух китайских инициалей Чжи (чжуинь) и Цзи (чжуинь). 
Двусогласная Чжа имеет близкое написание с двугласными Я, Е, Ю и для улучшения дифференцирования в маньчжурском письме внутри слова Чжа пишется в виде "восходящего шилбэ". В старомонгольском письме буквы Чжа и Я пишутся одинаково, с помощью графического элемента шилбэ. Это объясняется тем, что они могут одинаково произноситься в зависимости от диалекта. Инновацией маньчжурской письменности является точное разделение этих букв. 
По мнению И. И. Захарова принятая в европейском маньчжуроведении транскрипция Джа не точна, и русская транскрипция Чжа ближе к реальности. 
Слоги с буквой Чжа в первом разделе силлобария Чжуван чжувэ:

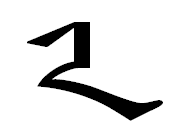
Чжа
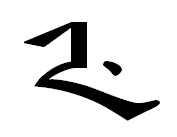
Чжэ
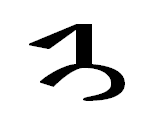
Цзи

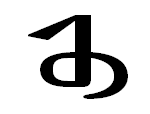
Чжо
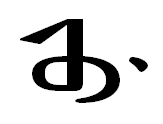
Чжу
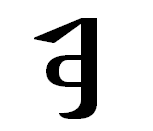
Чжуу

Применяемые для транскрипции китайских слов слоги Цзя и Цзе отсутствуют в силлобарии Чжуван чжувэ, так как состоят по стандартам маньчжурской орфографии из двух слогов. Первый слог, передаваемый в начале слова с помощью двойного шилбэ, является слогом Цзи, а вторые слоги, соответственно Я и Е. Слог Цзю пишется как Цзио и прописан в десятом разделе силлобария среди слогов, имеющих "финаль" «О», но так как в стандартном китайском нет слога Цзио, то слог Цзио используется для передачи Цзю.

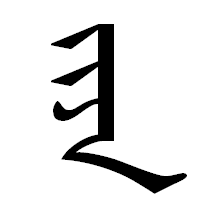
Цзя
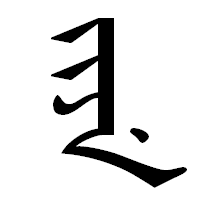
Цзе
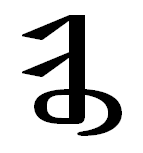
Цзю (цзио)
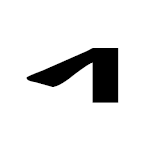
Шилбэ